# 安井武雄
安井 武雄（やすい たけお、1884年2月25日 - 1955年5月23日）は、大阪を中心に活躍した日本の建築家。昭和初期のモダニズム建築を代表する建築として名高い大阪ガスビルディングなどを設計したことで知られる。

## 経歴
- 1884年（明治17年）千葉県佐倉市に陸軍軍人安井信胤の次男として生まれる[1]。
- 1907年（明治40年）東京帝国大学建築学科進学（同期に高松正雄・内藤多仲・波江悌夫・木子七郎ら）
- 1910年（明治43年）東京帝国大学建築学科卒業、南満州鉄道入社
- 1919年（大正8年）片岡建築事務所入所
- 1924年（大正13年）安井武雄建築事務所開設（野村財閥の創始者野村徳七の後援があった）
- 1945年（昭和20年）野村建設工業株式会社社長
- 1946年（昭和21年）安井建設株式会社社長
- 1951年（昭和26年）株式会社安井建築設計事務所代表取締役
- 1955年（昭和30年）逝去

## 主な作品
| 名称                             | 年                 | 所在地       | 状態           | 備考 |
| -------------------------------- | ------------------ | ------------ | -------------- | ---- |
| 大阪倶楽部                       | 1924年（大正13年） | 大阪市中央区 | 登録有形文化財 |      |
| 高麗橋野村ビルディング           | 1927年（昭和2年）  | 大阪市中央区 |                |      |
| 日本橋野村ビルディング           | 1930年（昭和5年）  | 東京都中央区 |                |      |
| 大阪瓦斯ビルヂング               | 1933年（昭和8年）  | 大阪市中央区 | 登録有形文化財 |      |
| 山口吉郎兵衛邸 (現：滴翠美術館） | 1933年（昭和8年）  | 芦屋市       |                |      |
| 第二野村ビルヂング               | 1935年（昭和10年） | 大阪市中央区 | 現存せず       |      |
| 大和紡績本社ビル                 | 1955年（昭和30年） | 大阪府大阪市 | 現存せず       |      |

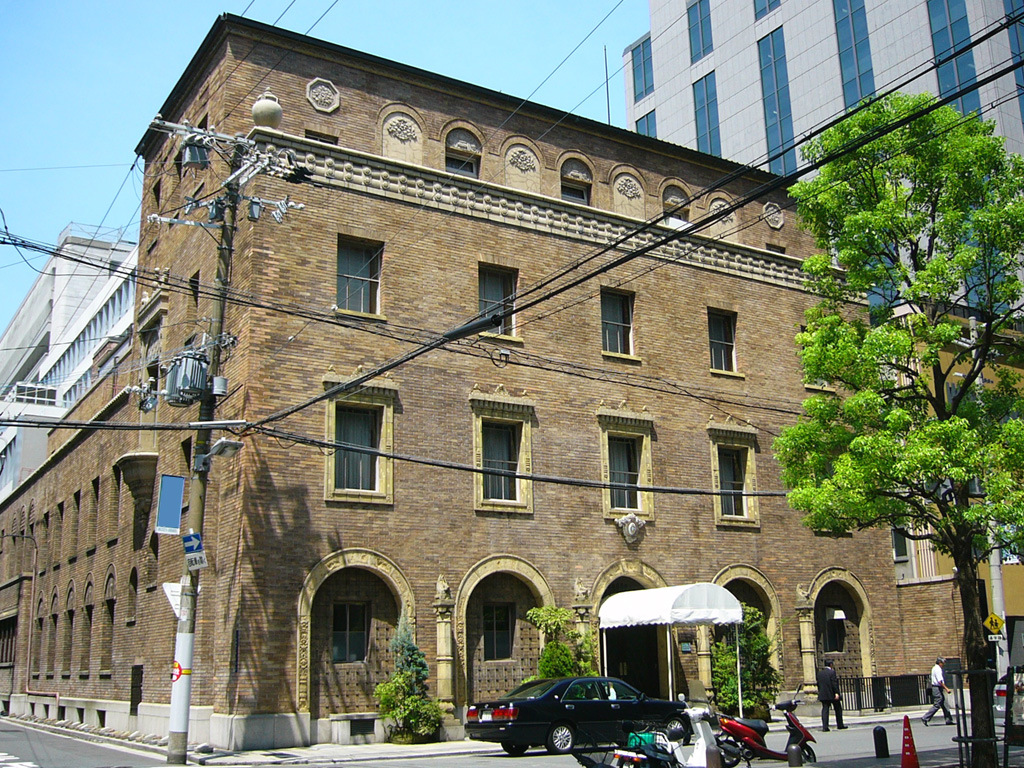
大阪倶楽部
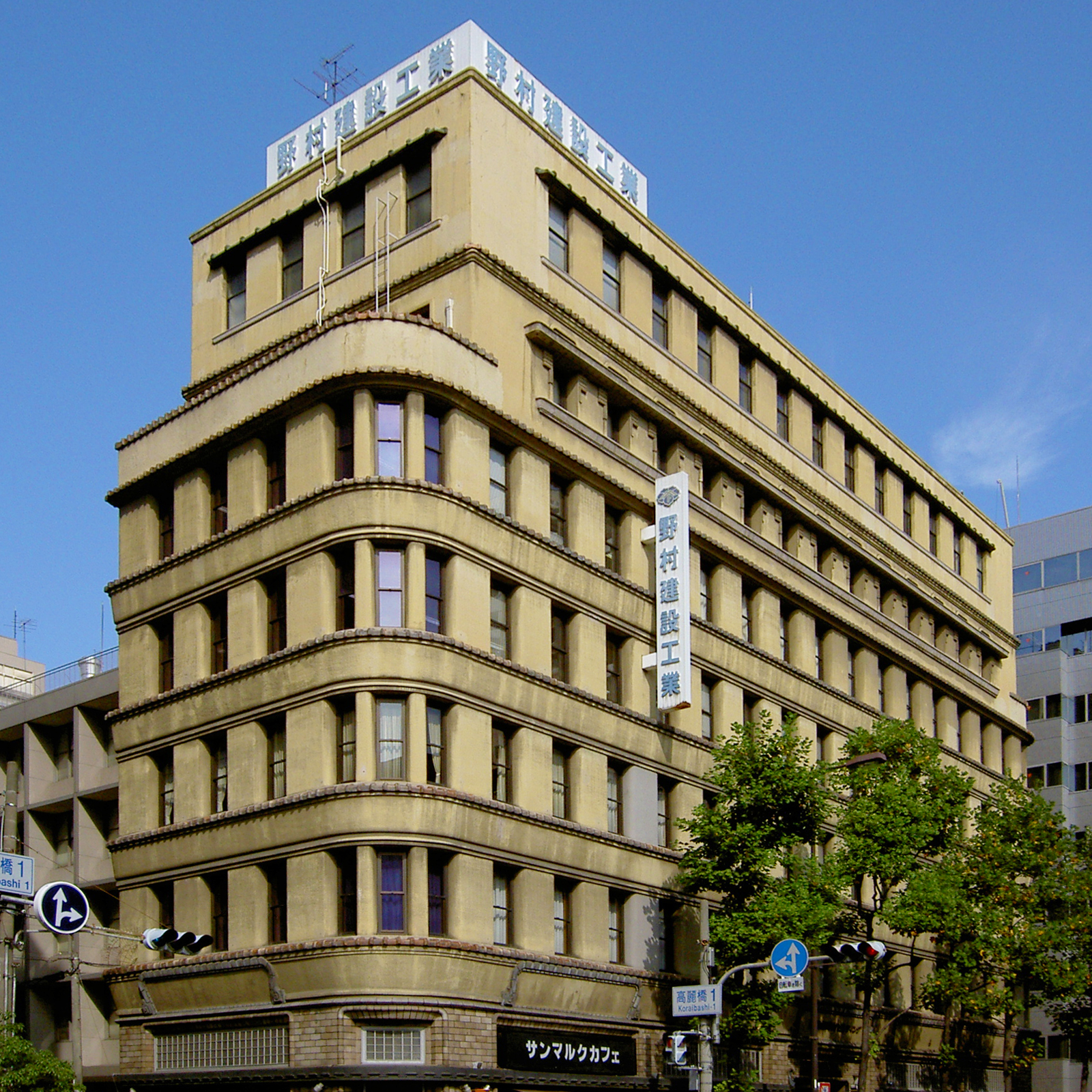
高麗橋野村ビルディング
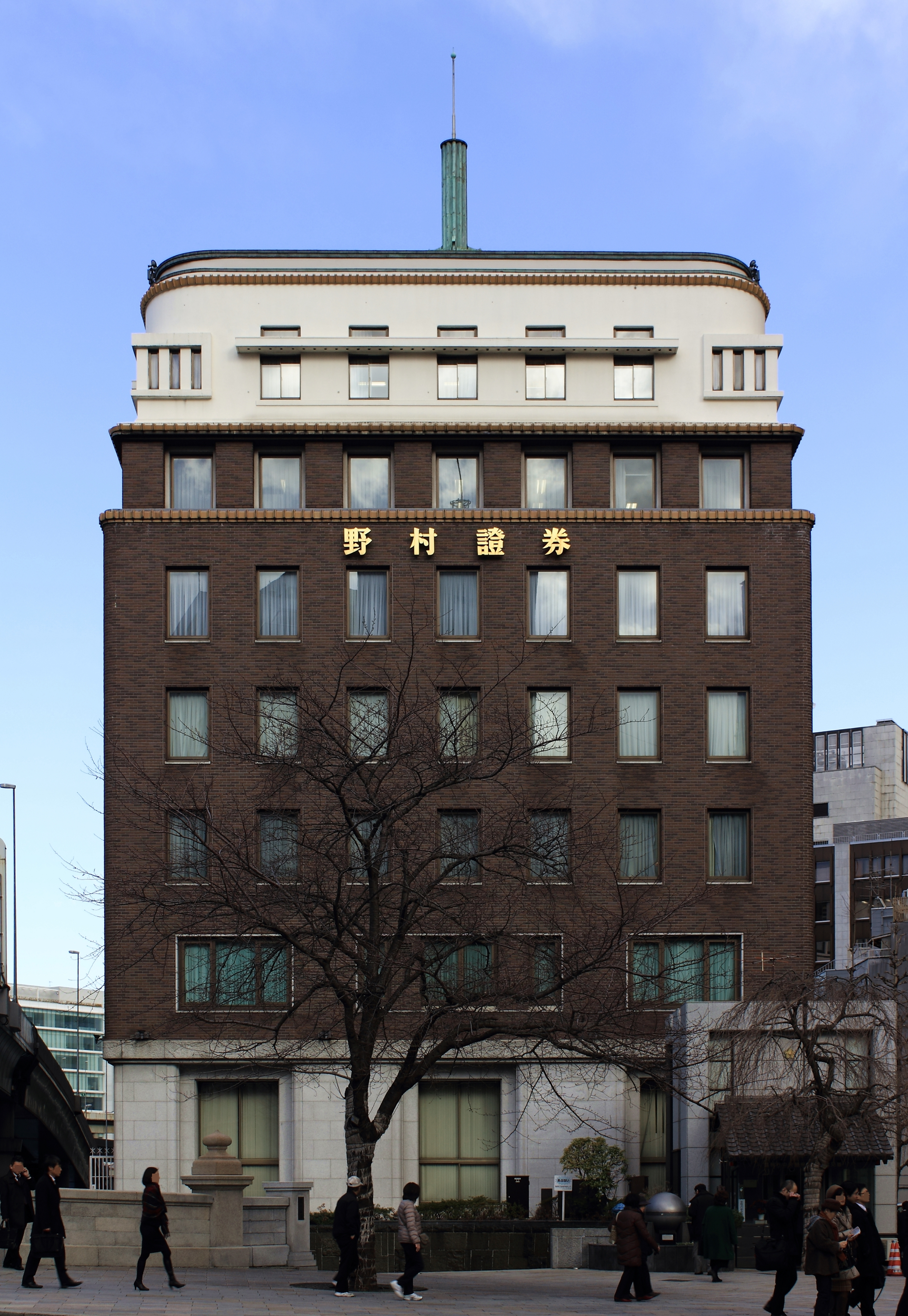
日本橋野村ビルディング
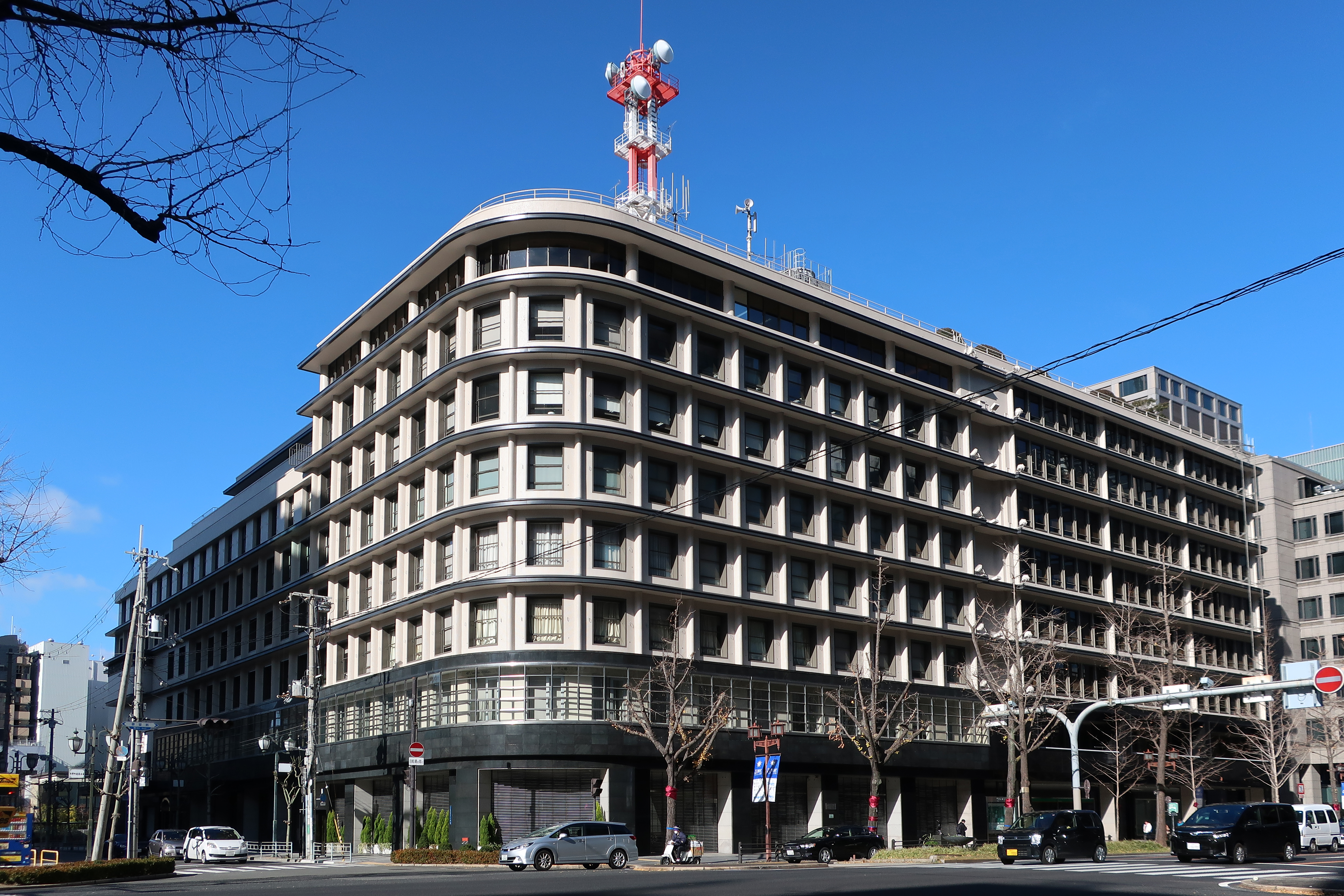
大阪瓦斯ビルヂング

## 親族
- 父の安井信胤は、和歌山県の士族の出で、大日本帝国陸軍豊橋連隊区で1901年まで歩兵中佐を務めた。日清戦争での歩兵第18連隊の活躍を顕彰する軍人記念碑が1899年に八町練兵場前（現・豊橋市八町通り4）に建設された際には建設監督を務めた[2][3]。
- 親戚（母方伯父の岳父)に男爵の岡崎生三がいる[4]。